# Hicham Akankam
Hicham Akankam (en arabe : هشام عقنقم), né le 4 avril 1998, est un athlète marocain.

## Biographie
En 2019, il remporte la médaille de bronze du relais 4 × 400 mètres lors des Championnats d'Afrique juniors d'athlétisme 2017 à Tlemcen. Il obtient la médaille de bronze du 5 000 mètres aux Championnats d'Afrique d'athlétisme 2022 à Saint-Pierre.

## Palmarès
| Date | Compétition                    | Lieu         | Résultat | Épreuve               | Temps          |
| ---- | ------------------------------ | ------------ | -------- | --------------------- | -------------- |
| 2017 | Championnats d'Afrique juniors | Tlemcen      | 3e       | Relais 4 x 400 mètres | 3 min 18 s 08  |
| 2022 | Championnats d'Afrique         | Saint-Pierre | 3e       | 5 000 mètres          | 13 min 40 s 39 |
| 2023 | Jeux de la Francophonie        | Kinshasa     | 1er      | 1 500 mètres          | 3 min 41 s 08  |
| 2023 | Jeux de la Francophonie        | Kinshasa     | 2e       | 5 000 mètres          | 13 min 29 s 86 |
| 2024 | Championnats du monde en salle | Glasgow      | 10e      | 3 000 m               | 7 min 55 s 04  |